# Kříž nad Mostarem

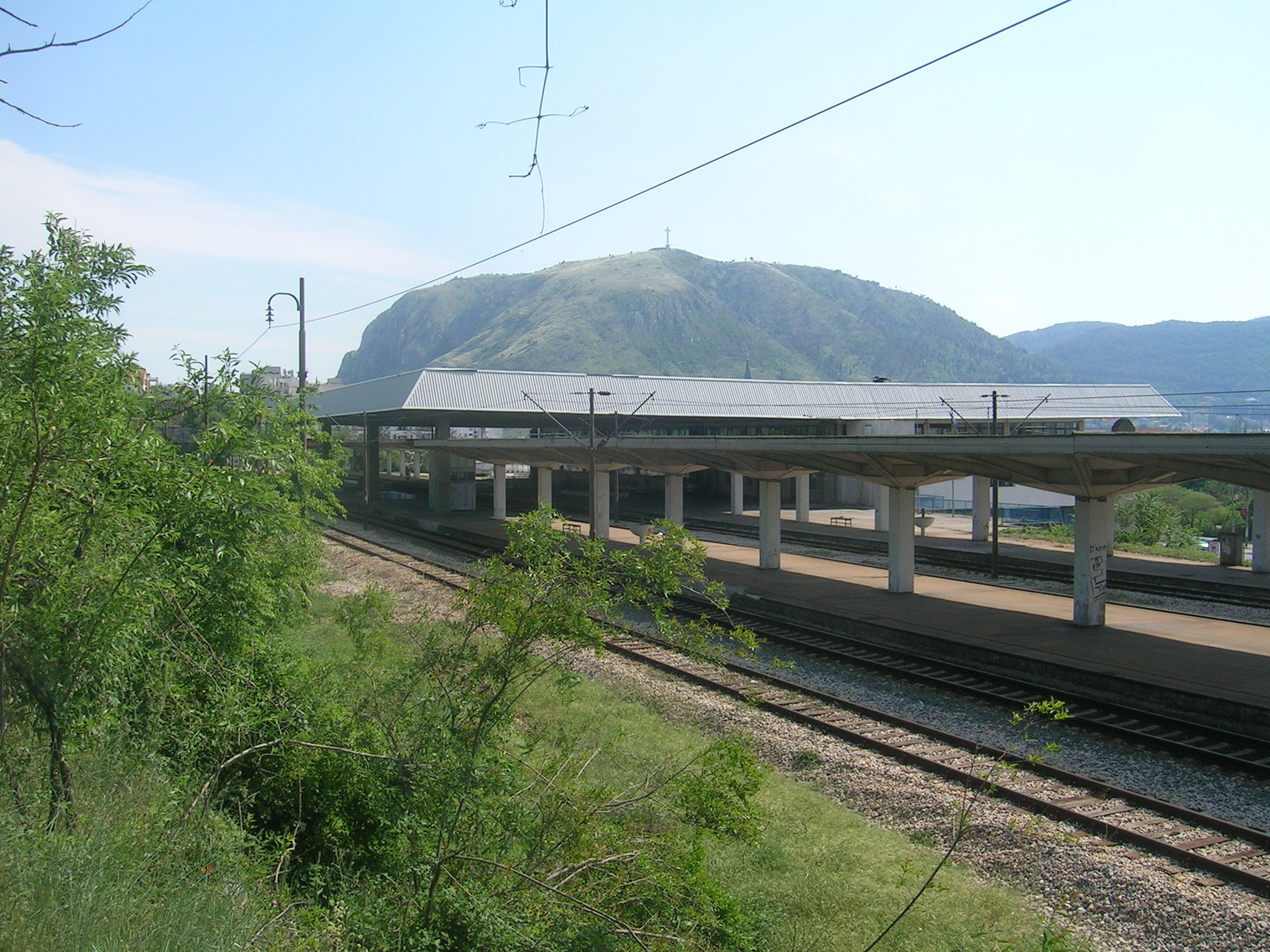
Kříž nad Mostarem z dálky, v popředí železniční stanice Mostaru

Kříž byl umístěn na kopec Hum nad Mostarem v roce 2000. Je vidět z celého města, jeho výška činí 33 m a působí tak velmi dominantně. V noci jej nasvětluje 6 reflektorů. O jeho vztyčení se zasadili chorvatští katolíci, kteří v 90. letech ve městě v dobách války bojovali.
Polovinu obyvatel Mostaru tvoří muslimové, kteří kříž vnímají jako ofenzivní a nedlouho po jeho vztyčení začali protestovat a organizovat petice. Roku 2005 napadli kříž neznámí vandalové; zničili světla a část obložení. Později se pak objevily další záměry jej poškodit opět (spolu s některými dalšími katolickými objekty), tentokrát bombou v automobilu. Kříž tak hlídaly policejní síly.